# Pieris oleracea
Pieris oleracea is een vlindersoort uit de familie van de Pieridae (witjes), onderfamilie Pierinae.
Pieris oleracea werd in 1829 beschreven door T. Harris.